# Divisão administrativa da Segunda República da Polônia

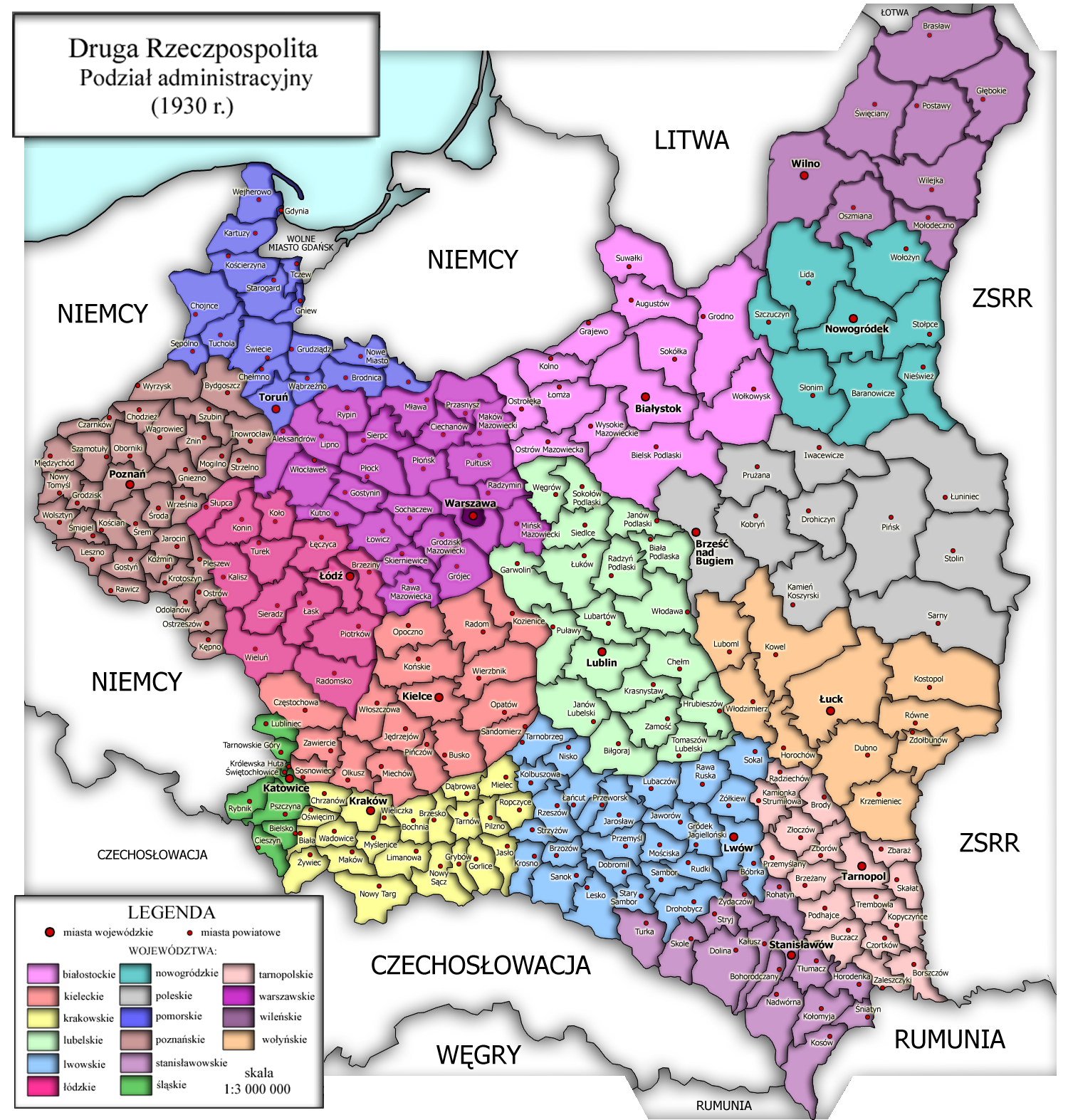
Divisão administrativa da Segunda República da Polônia, 1930. As cores indicam as voivodias, divididas em gminy.

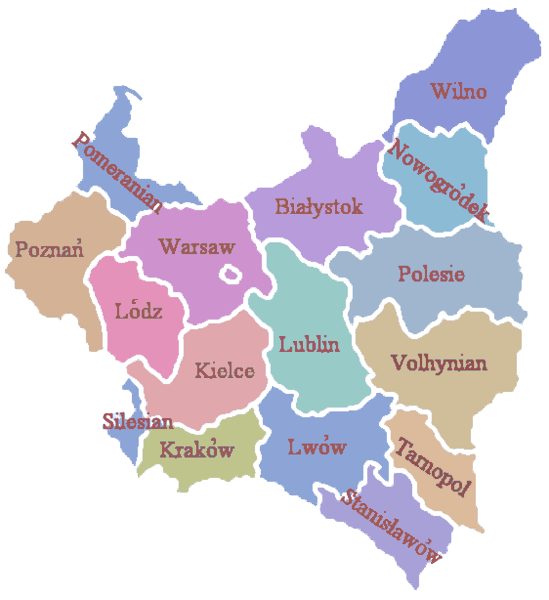
Voivodias da Polônia, 1922-1939.

A divisão administrativa da Segunda República da Polônia ocorreu logo após a Polônia recuperar sua independência como conseqüência do término da Primeira Guerra Mundial, em 1918. A Polônia havia sido particionada ainda no final do século XVIII, e várias partes do novo território polonês possuíam estruturas administrativas diferentes por terem pertencido anteriormente a formas diferenciadas de administração (Império Austríaco, Alemanha Imperial e Império Russo). Em 1919 foram criadas as primeiras voivodias polonesas do entre-guerras, além disso, a capital Varsóvia tinha a qualidade de cidade independente e ao mesmo tempo voivodia. Nos anos 1919-1921 foram criadas novas voivodias, uma vez que as novas fronteiras da Polônia não estavam ainda consolidadas, com eventos como a Revolta da Silésia, no oeste e a Guerra polaco-soviética, a leste, posteriormente, em 1921 a Polônia teria 15 voivodias, Varsóvia, a capital, uma cidade-voivodia e a voivodia Autônoma da Silésia (o sistema conhecido como 15+1+1). O nível inferior de administração, logo abaixo das voivodias, era os powiaty. Eles foram objeto de várias reformas, sobretudo no início e final da década de 1930. Abaixo deles estavam as gminy e as gromady. Pouco antes da Segunda Guerra Mundial, em abril de 1939, a Polônia tinha 264 powiaty, 611 gminy urbanas e 3.195 rurais e 40.533 gromady.
| Voivodias da Polônia no período entre-guerras (dados de 1 de abril de 1937) |                          |                   |                         |                          |
| placas de carros (a partir de 1937)                                         | Voivodia Cidade separada | Capital           | Área em 1000 km² (1930) | População em 1000 (1931) |
| 00-19                                                                       | Cidade de Varsóvia       | Varsóvia          | 0.14                    | 1179.5                   |
| 85-89                                                                       | warszawskie              | Varsóvia          | 31.7                    | 2460.9                   |
| 20-24                                                                       | białostockie             | Białystok         | 26.0                    | 1263.3                   |
| 25-29                                                                       | kieleckie                | Kielce            | 22.2                    | 2671.0                   |
| 30-34                                                                       | krakowskie               | Cracóvia          | 17.6                    | 2300.1                   |
| 35-39                                                                       | lubelskie                | Lublin            | 26.6                    | 2116.2                   |
| 40-44                                                                       | lwowskie                 | Lwów              | 28.4                    | 3126.3                   |
| 45-49                                                                       | łódzkie                  | Łódź              | 20.4                    | 2650.1                   |
| 50-54                                                                       | nowogródzkie             | Nowogródek        | 23.0                    | 1057.2                   |
| 55-59                                                                       | poleskie                 | Brześć nad Bugiem | 36.7                    | 1132.2                   |
| 60-64                                                                       | pomorskie                | Toruń             | 25.7                    | 1884.4                   |
| 65-69                                                                       | poznańskie               | Poznań            | 28.1                    | 2339.6                   |
| 70-74                                                                       | stanisławowskie          | Stanisławów       | 16.9                    | 1480.3                   |
| 75-79 ?                                                                     | śląskie                  | Katowice          | 5.1                     | 1533.5                   |
| 80-84                                                                       | tarnopolskie             | Tarnopol          | 16.5                    | 1600.4                   |
| 90-94                                                                       | wileńskie                | Wilno             | 29.0                    | 1276.0                   |
| 95-99                                                                       | wołyńskie                | Łuck              | 35.7                    | 2085.6                   |

Em 1 de abril de 1938, as fronteiras de várias voivodias ocidentais mudaram consideravelmente.

## Voivodias da Polônia 1919-1939
Número total de voivodias - 16 mais a capital Varsóvia, que foi considerada uma unidade separada.

### As maiores voivodias (em 1 de agosto de 1939)
- Voivodia da Polésia - área de 36.668 km²
- Voivodia da Volínia - área de 35.754 km²
- Voivodia de Varsóvia - área de 31.656 km²

### As menores voivodias (em 1 de agosto de 1939)
- miasto stoleczne Warszawa (a cidade-capital Varsóvia) - área de 141 km²
- Voivodia Autônoma da Silésia - área de 5.122 km²
- Voivodia de Tarnopol - área de 16.533 km²

### As voivodias mais populosas
- Voivodia de Lwow - pop. 3.126.300
- Voivodia de Kielce - pop. 2.671.000
- Voivodia de Lodz - pop. 2.650.100

### As voivodias menos populosas
- Voivodia de Nowogródek - pop. 1.057.200
- Voivodia da Polésia - pop. 1.132.200
- miasto stoleczne Warszawa (a cidade-capital Varsóvia) - pop. 1.179.500

## Powiatyda Polônia 1919-1939
Número total de condados (em 1 de agosto de 1939) - 264, incluindo 23 condados urbanos

### Os maiores condados (em 1 de agosto de 1939)
- Condado de Wilno - Troki (área de 5.967 km²)
- Condado de Luniniec (área de 5.722 km²)
- Condado de Kowel (área de 5.682 km²)

### Os menores condados (em 1 de agosto de 1939)
- Warszawa-Srodmiescie (centro de Varsóvia) (área de 10 km²)
- cidade de Bielsko (área de 10 km²)
- cidade de Gniezno (área de 18 km²)

### Condados mais populosos
- Condado da cidade de Lodz (pop. 604.600)
- Condado de Varsóvia Setentrional (pop. 478.200)
- Condado de Katowice (pop. 357.300)

### Condados menos populosos
- Condado da cidade de Bielsko (pop. 25.400)
- Condado da cidade de Gniezno (pop. 30.700)
- Condado de Miedzychod (pop. 31.000)

## Fonte
- Maly rocznik statystyczny 1939, Nakladem Glownego Urzedu Statystycznego, Warszawa 1939 (Concise Statistical Year-Book of Poland, Varsóvia 1939).